# Phataria
Phataria is een geslacht van zeesterren uit de familie Ophidiasteridae.				

## Soorten
- Phataria mionactis Ziesenhenne, 1942
- Phataria unifascialis (Gray, 1840)